# Until September
Until September è un film statunitense del 1984 diretto da Richard Marquand.